# Ewa Siemieniec-Gołaś
Ewa Elżbieta Siemieniec-Gołaś – polska językoznawczyni, profesor nauk humanistycznych, pracownik naukowy Instytutu Orientalistyki Wydziału Filologicznego Uniwersytetu Jagiellońskiego.

## Życiorys
W 1978 r. ukończyła studia filologii orientalnej - turkologii na Uniwersytecie Jagiellońskim, a w 1990 r. obroniła pracę doktorską pt. Budowa słowotwórcza rzeczowników w języku osmańsko-tureckim XVII wieku, przygotowaną pod kierunkiem prof. Stanisława Stachowskiego. W 2000 r. habilitowała się na podstawie pracy zatytułowanej Karachay-Balkar Vocabulary of Proto-Turkic Origin. W 2010 r. uzyskała tytuł profesora nauk humanistycznych.
Jest członkiem prezydium Komitetu Nauk Orientalistycznych PAN, wiceprezesem Polskiego Towarzystwa Orientalistycznego, członkiem Komisji Orientalistycznej Oddziału Polskiej Akademii Nauk w Krakowie, Rady Ośrodka Badań nad Kulturą Ormiańską w Polsce PAU i Rady Dyscypliny Naukowej - Językoznawstwa Uniwersytetu Jagiellońskiego.
Była dyrektorem w Instytucie Filologii Orientalnej na Wydziale Filologicznym Uniwersytetu Jagiellońskiego.